# Industrieterrein De Liede
Industrieterrein De Liede is een gebied in het noordwesten van de Haarlemmermeer, tussen Nieuwebrug en Zwanenburg, in de driehoek tussen de Spaarnwouderweg, de Ringvaart en Rijksweg 9 ten noorden van het Rottepolderplein.
Het terrein is ooit in het leven geroepen om de wildgroei van autosloperijen aan banden te leggen. Het bij elkaar brengen van de diverse bedrijven heeft voordelen voor het milieu, maar ook de sector zelf is er bij gebaat. Een aantal hectares is in gebruik voor de tijdelijke opslag van al dan niet vervuilde grond.
Het is genoemd naar het riviertje de Liede, dat vlakbij "ontspringt" uit de Ringvaart.
Plaatsen: Abbenes · Badhoevedorp · Beinsdorp · Buitenkaag · Burgerveen · Cruquius · Haarlemmerliede · Halfweg · Hoofddorp · Leimuiderbrug · Lijnden · Lisserbroek · Nieuw-Vennep · Rijsenhout · Rozenburg · Schiphol · Schiphol-Rijk · Spaarndam-Oost · Spaarnwoude · Vijfhuizen · Weteringbrug · Zwaanshoek · Zwanenburg

Gehuchten en buurtschappen: Aalsmeerderbrug · Boesingheliede · Cruquius-Oost · De Hoek · Huigsloot · 't Kabel · De Liede · Nieuwebrug · Nieuwe Meer · Oude Meer · Penningsveer · Schiphol-Oost · Vinkebrug · Vredeburg · Weberbuurt

Voormalige gemeente: Haarlemmerliede en Spaarnwoude

Noord-Holland: Steden en dorpen      Nederland: Provincies · Gemeenten